# Videojuego de computadora

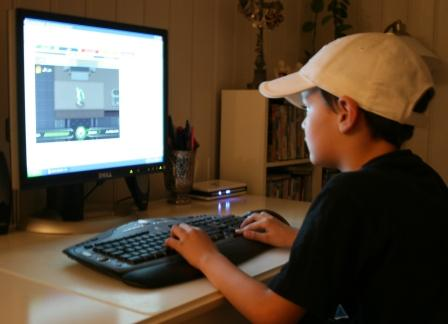
Un niño jugando videojuegos en una computadora

Un videojuego de computadora es un tipo de videojuego reproducido en una computadora personal en vez de una videoconsola o máquina de arcade. Entre sus características principales se incluyen: mayor diversidad y selección por parte del usuario de hardware y software y, por lo general, una capacidad mayor de configuraciones de entrada y salida de vídeo y audio. La naturaleza descoordinada del mercado de juegos de PC y, actualmente, su escasez de formatos físicos dificultan la posibilidad de hacer una evaluación precisa de su catálogo. En 2018, el mercado global de videojuegos de computadora se valoró en torno a 27,7 mil millones de dólares.
Los juegos para equipos domésticos se popularizaron tras la crisis del videojuego de 1983. En la década de 1990, los juegos de PC perdieron su posición en el mercado, por culpa de los videojuegos, pero resurgieron a mediados de la década de los 2000 mediante la distribución digital.

## Historia

### Comienzos

Spacewar!, desarrollado para PDP-1 en 1961, considerado el segundo juego de PC. En él, dos jugadores manejan unas naves espaciales y tienen que destruirse la una a la otra.

Bertie the Brain fue uno de los primeros juegos desarrollados. Lo creó Josef Kates en 1950. Las dimensiones del elemento eran de hasta 4 metros de alto y se presentó en la exhibición nacional de Canadá ese mismos año.
A pesar de que los PC no se popularizaron hasta el desarrollo del microprocesador y la microcomputadora, los juegos de PC ya existían en unidades centrales y microcomputadoras. OXO, una adaptación del Tres en raya para EDSAC, debutó en 1952. Otro de los pioneros fue el videojuego creado en 1961, cuando los estudiantes del MIT, Martin Graetz y Alan Kotok junto a Steve Russell, desarrollaron Spacewar! en un microordenador PDP-1 que realizaba cálculos estáticos.
La primera generación de videojuegos para PC está repleta de aventuras de texto o aventura conversacional, en las que el jugador habla con la máquina mediante comandos del teclado. Una de las primeras y más famosas fue Adventure, desarrollado para PDP-11 por Will Crowther en 1976 y ampliado por Don Woods en 1977. En la década de 1980, los equipos personales se hicieron lo suficientemente potentes como para ejecutar juegos como Adventure, pero en este punto los juegos empezaron a tener un factor importante: los gráficos. Posteriormente se combinaron los comandos con los gráficos, como se puede apreciar en los juegos de la Gold Box como Pool of Radiance o The Bard's Tale.
A finales de los 70 y principios de los 80, los juegos se empezaron a distribuir y desarrollar por grupos de gente y revistas de videojuegos, como Creative Computing, posteriormente Computer Gaming World. Estas publicaciones proporcionaron un código que podía reproducirse y esto animaba a todos a presentar su propio software, realizando competiciones. Los jugadores podían modificar el código fuente BASIC de todos los juegos comerciales. Microchess fue uno de los primeros juegos para microcomputadores que se vendió al público. Vendido por primera vez en 1977, Microchess acabó vendiendo 50 000 copias en cinta.
Entrando en la  segunda generación de videoconsolas, las primeras empresas de equipos domésticos se adueñaron de los mejores juegos arcade hasta la fecha mediante ports o clones de videojuegos de los famosos arcade. En 1982, los más vendidos de Atari 400 fueron portaciones de Frogger y Centipede, mientras que los más vendidos de Texas Instruments TI-99/4A fueron los clones de Space Invaders, TI Invaders. Ese mismo año, Pac-Man fue portado a Atari 800, mientras que Donkey Kong se convertía en licencia de Coleco Adam. A finales de 1981, Atari intentó tomar acciones legales contra los clones no autorizados, concretamente con los clones de Pac-Man, que pertenecía a la propiedad intelectual de Namco.

### Caída de la industria y secuelas
A medida que el mercado de los videojuegos iba llenándose de cartuchos de baja calidad con juegos creados por diversas compañías para entrar en el mercado, aumentaba la sobreproducción de grandes promesas de Atari 2600 con adaptaciones de Pac-Man y E.T., esto hizo que la popularidad de los ordenadores personales con fines educativos aumentase dramáticamente. En 1983, el interés del cliente medio en los juegos de consola se redujo a mínimos históricos, a medida que aumentaba su interés por los juegos de PC. Los efectos de la crisis se limitaron en gran medida al mercado de consolas, ya que empresas fuertes como Atari publicaron récord de pérdidas en los años consecutivos. Por el contrario, las ventas de ordenadores domésticos aumentaron, las ventas de equipos baratos a color, como el Commodore 64 alcanzaron máximos históricos y empresas como Electronic Arts se beneficiaron de ello.
Para mejorar la inmersión con los gráficos poco realistas y el sonido electrónico, los primeros juegos de PC incluyeron extras, como gafas de sol sensibles al peligro que venían con The Hitchhiker's Guide to the Galaxy o la novela de ciencia ficción incluida en Elite. Estos extras fueron siendo cada vez menos comunes, pero los juegos seguían vendiendose en las cajas tradicionalmente sobredimensionadas que solían traer los extras. Hoy en día, dichos extras se suelen encontrar exclusivamente en ediciones especiales, como los Cofres de Batalla de Blizzard.
El mercado de consolas norteamericano experimentó un resurgimiento con la Nintendo Entertainment System (NES). En Europa, el bum de los PC continuaría durante varios años. Algunos equipos, como el ZX Spectrum y BBC Micro tuvieron éxito en el mercado europeo, donde la NES no tuvo tanto éxito como en Japón o Norteamérica. Una diferencia clave entre los equipos japoneses y occidentales era la resolución de pantalla, ya que los monitores japoneses usaban una resolución mayor (640x400) para acomodar textos japoneses, lo que afectó al diseño de videojuegos y permitió unos gráficos más detallados. Además los PC japoneses usaban tarjetas de sonido de síntesis por modulación de frecuencias de Yamaha a principios de la década de 1980.
Durante la época de los 16 bits, la Commodore Amiga y Atari ST se hicieron populares en Europa, mientras que en Japón lo hacían la PC-98, Sharp X68000 y FM Towns. La Amiga, X68000 y FM Towns podían reproducir hardware en calidad casi arcade con sprites y sonidos de mayyor calidad a mediados de la década de 1980.

### Crecimiento de juegos de PC de IBM

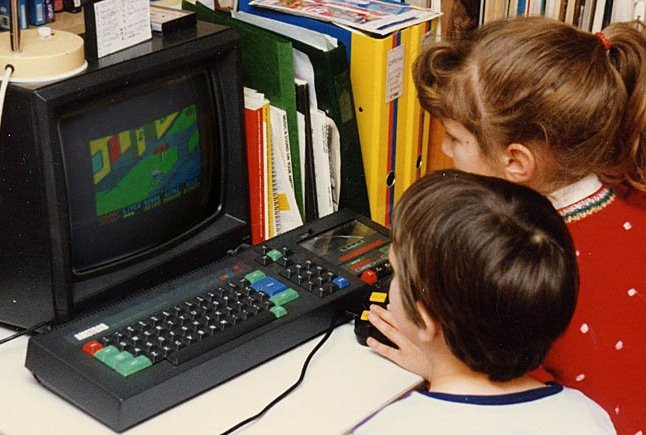
Niños jugando al videojuego Paperboy en una computadora Amstrad CPC 464 en el año 1988.

Entre los lanzamientos para PC de IBM en 1981 se encontraba Microsoft Adventure, que IBM describió como «un viaje de fantasía con cuevas y tesoros». Byte empezó a recoger noticias sobre PC ese mismo año, catalogándolo de un «dispositivo de juego excelente» y siguió la producción y venta de juegos por parte de IBM y otras empresas, como Microsoft Flight Simulator. Los gráficos CGA y el sonido eran de baja calidad, por lo que la mayoría de clientes compraron el equipo más caro, para negocios, pero con mejores especificaciones. Un propietario de ComputerLand estimó en 1983 que más de un cuarto de los ejecutivos con equipos de alta gama «tienen algún juego escondido por su escritorio», y desde InfoWorld en 1984 se informó que «en las oficinas de todo el continente americano los hombres de negocios (más de lo que nadie puede imaginar) juegan a juegos en sus equipos», pero las empresas de videojuegos encontraban dificultades a la hora de vender en PC; se llegó a decir que el motivo por el que Flight Simulator hubiera vendido cientos de miles de copias podría ser que los trabajadores podían decir que simplemente se trataba de un «simulador».
Sin ebmargo, desde mediados de 1985, lo que Compute! describió com una «oleada» de clones IBM PC barateros de empresas americanas y asiáticas, como Tandy 1000, hizo que los precios bajasen; a finales de 1986, el equivalente a un PC IBM real con 256K de RAM de 1 600 dólares con dos discos duros se devaluó hasta los 600 dólares, menos que el Apple IIc. Los consumidores empezaron a comprar ordenadores DOS. Esto, de la mano de los clones, hizo que las empresas aumentasen el número de productos compatibles con IBM, incluyendo aquellos diseñados exclusivamente para PC para evitar que se portasen sus juegos a otros equipos. Bing Gordon de Electronic Arts dijo que la gente usaba los ordenadores más para jugar que para trabajar, porque les resultaba «una experiencia muy satisfactoria».
En 1987, el mercado de PC creció rápidamente de lo que anteriormente eran PC dedicados exclusivamente al trabajo, convirtiéndose las empresas que se dedicaban a esto en las más importantes plataformas de juegos de PC. Los equipos DOS dominaron los hogares, sustituyendo a los Commodore y Apple. Más de un tercio de los juegos vendidos en Norteamérica fueron para PC, el doble de los que se vendieron para Apple II e incluso por encima del Commodore 64. Con la tarjeta de vídeo EGA, un clon baratero podía tener mejores gráficos y más memoria que los juegos de Commodore o Apple, y la mejora gráfica y sonora de Tandy 1000 y sus joystick integrados la convirtieron en la mejor plataforma compatible con IBM PC antes de la época del VGA.
En 1988, la gran popularidad de la Nintendo Entertainment System afectó duramente a la industria del juego para PC. Un cargo de Koei dijo que «Nintendo había destruido con éxito el mercado de software de juegos (para PC)». Un ejecutivo de Mindscape afirmó que «Desafortunadamente, su efecto ha sido extremadamente negativo. Sin preguntas, Nintendo se ha cargado las ventas de software. Se han caído las ventas de discos mucho antes de lo que nadie se esperaba». Un tercero atribuyó la caída de ventas de Commodore 64 a la consola y Trip Hawkins llamó a Nintendo «el último hurra del mundo en 8 bits». Los expertos no supieron decir con seguridad qué fue lo que afectó a los juegos de PC de 16 bits, pero Hawkins en 1990 tuvo que negar rumores de que Electronic Arts se retiraría de los PC y solo produciría juegos de consola. En 1993 ASCII Entertainment dijo en la conferencia de Software Publishers Association que el mercado de juegos de consola (5,9 billones de dólares en ingresos) era 12 veces lo que el mercado de juegos de PC (430 millones).
Sin embargo, los juegos de PC no desaparecieron. En 1989 Computer Gaming World dijo que «la industria está empezando a hacer un gran uso de los gráficos VGA». Mientras algunos juegos se anunciaban con compatbilidad VGA a principios de año, normalmente eran compatibles con gráficos EGA a través de tarjetas VGA. A finales de 1989 la mayoría de editoras comenzaron a ser compatibles con MCGA de 320x200, un subconjunto de VGA. VGA dio los gráficos de PC que superaron a los de Amiga. Aumentando la adaptación de ratones, parcialmente por el éxito de los videojuegos de aventuras, como King's Quest, y bitmap en alta resolución que permitían incluir interfaces gráficas de mayor calidad con los nuevos lanzamientos.
Se posibilitaron más mejoras en cuanto a gráficos y audio de los juegos con la introducción de sonido con síntesis de modulación de frecuencias. Yamaha empezó a fabricar tarjetas de sonido con síntesis de modulación en la primera mitad de la década de 1980 y, en 1985, los equipos NEC y FM-7 llevaban este sonido incorporado. Las primeras tarjetas de sonido para PC, como la de AdLib, aparecieron en 1987. Estas eran IBM PC compatibles y permitían reproducir sonidos complejos mediante síntesis de modulación de frecuencias, lo que antes se limitaba a tonos y pitidos simples. Sin embargo, la llegada de las tarjetas Sound Blaster de Creative Labs, en 1989, brindaban mucha mejor calidad de sonido debido a la inclusión de un canal PCM y un procesador de señales digitales, lo que llevó a AdLib a la bancarrota en 1992. Además en 1989, los equipos FM Towns incluyeron tarjetas PCM integradas, además de unidad de CD-ROM y gráficos en color con 24 bits.
En 1990, DOS cubrió el 65 % del mercado de juegos para PC, con un 10 % de Amiga; el resto de ordenadores, Apple Macintosh, no pasaron del 10 %. Sin embargo, tanto Apple como IBM intentaron evitar que la gente asociase sus productos con «máquinas de juego», aceptando esta última que las opciones de VGA, audio y joystick para el PS/1 fueron populares. En 1991, id Software creó el primer videojuego de disparos en primera persona, Hovertank 3D, que fue el primer producto de la compañía e influenció fuertemente a los juegos como género. A consecuencia hubo otras empresas que produjeron juegos en primera persona, como Arsys Software con Star Cruiser, que contaba con unos gráficos totalmente tridimensionales en 1988, y Accolade con Day of the Viper en 1989. Id Software desarrolló Wolfenstein 3D en 1992, lo que popularizó el género, impulsando un género que se convertiría en el más vendido de la actualidad. El juego se distribuyó originalmente como shareware, permitiendo que lo jugasen de forma limitada todos los usuarios de forma gratuita, pudiendo continuar su partida con un pago. Este representó el comienzo de los gráficos mapeo de texturas en un juego popular, junto a Ultima Underworld.
En diciembre de 1992, Computer Gaming World dijo que DOS se llevó el 82 %de las ventas de PC en 1991, frente a un 8 % de Macintosh y un 5 % de Amiga. En sus artículos la revista hablaba de juegos que se veían mejor en la versión de DOS que en la de Amiga, citando Wing Commander y Civilization, añadiendo «El gran énfases de MS-DOS em CGW se refleja en la realidad del mercado». Una encuesta de Computer Gaming World realizada den abril de 1993 obtuvo que el 91 % de los lectores usaban IBM PC y productos compatibles par ajugar, frente a un 6 % de Amiga y un 3 % de Macintosh, finalizando con un 1 % de Atari ST, mientras que un estudio de Software Publishers Association obtuvo que un 74 % del personal usaba IBM, 10 % Macintosh, 7 % Apple II y 8 % otros. El 51 % de IBM y compatibles tenían 386 o CPU más veloces.
En 1992 los juegos de DOS como Links 386 Pro eran compatibles con gráficos Super VGA. Mientras que las consolas de Sega y Nintendo tenían unas CPU con velocidad de 3 a 7 MHz, el procesador de PC 486 era mucho más rápido, permitiendo realizar más cálculos por segundo. El lanzamiento de Doom en 1993 para PC fue una innovación en gráficos 3D y no tardó en portarse a videoconsolas. Computer Gaming World se reafirmó en 1994, «debemos avisar a nuestros lectores que si quieren jugar a la mayoría de juegos, se compren un MS-DOS de alta gama».
En primavera de 1994 una cantidad estimada de 24 millones de hogares estadounidenses (un 27 %) tenían un PC. El 48 % jugaba a juegos en su equipo; el 40 % tenía una CPU 486 o superior; el 35 % tenía lector de unidad CD-ROM y el 20 % tarjeta de sonido. Otra encuesta estimó que 2,46 millones de equipos multimedia tenían unidad CD-ROM a finales de 1993, lo que suponía un aumento del 2 000 %. Computer Gaming World dijo en abril de 1994 que algunos editores de software tenían pensado distribuir sus productos en  CD en 1995. Los CD-ROM tenían mucha más capacidad que los disquetes y ayudaban a reducir la piratería, además de ser más baratos de producir. Chris Crawford enfatizó el uso de los CD para almacenar recursos digitales como fotos, vídeos o música, además de juegos; Computer Gaming World dijo en 1993 que «los editores estaban descentrándose». Mientras algunas compañías usan el almacenamiento adicional para publicar colecciones de shovelware de baja calidad con software antiguo o hacer versiones «mejoradas» de juegos que ya existían, en ocasiones con remasterización de audio, o crear nuevos juegos como Myst con mayor cantidad de recursos para brindar una experiencia de juego más enriquecedora..
Muchas empresas vendieron algunos CD como «kit de mejora multimedia», tarjetas de sonido y software durante mediados de la década de 1990, pero los controladores de dispositivos de los nuevos periféricos consumían demasiada RAM. En 1993, los juegos de PC requerían mucha más capacidad que cualquier otro software, consumiendo en ocasiones toda la memoria convencional, mientras que los controladores del dispositivo podían ir en el área de memoria superior con gestores de memoria de DOS. A los jugadores les resultaba confuso y tedioso modificar los archivos CONFIG.SYS y AUTOEXEC.BAT, además cada juego necesitaba una configuración distinta (el juego Les Manley in: Lost in L.A. satiriza esto, presentando a a dos bellas mujeres con el héroe en la cama, pidiéndole que les vuelva a explicar la diferencia entre memoria extendida y expandida). Computer Gaming World proporcionó asistencia técnica a sus escritories para ayudarles a instalar los juegos para realizar los análisis y reseñas, y publicaron archivos de configuración de ejemplo. La revista aconsejaba a los jugadores que no entendiesen sobre modificación de archivos que comprasen gestores de memoria como QEMM y 386MAX y criticaba la falta de estandarización de software como en los «infames gestores de memoria Voodoo» de Origin Systems, que usaban modo irreal.

### Juegos contemporáneos
En 1996, la creciente popularidad de Microsoft Windows simplificó los controladores yy gestores o administradores de memoria. El éxito de los títulos de consolas en 3D, como Super Mario 64 y Tomb Raider tomaron interés en el Renderizado 3D de hardware de PC y pronto se realizaron intentos de reproducirlos en ATI Rage, Matrox Mystique, S3 ViRGE y Rendition Vérité. A medida que las bibliotecas de gráficos 3D, como DirectX y OpenGL, evolucionaron y eliminaron las interfaces de propiedades del mercado, estas ganaron mayor aceptación, particularmente con los beneficios en juegos como Unreal. Sin embargo, algunas actualizaciones en el sistema operativo de Microsoft Windows, hasta ahora líder del mercado, hicieron que algunos juegos de DOS dejasen de ser jugables en Windows NT y, posteriormente, en Windows XP (a menos que se usase un emulador, como DOSbox).
La gran velocidad de renderizado gráfico y las mejoras de CPU conllevaron un aumento de niveles de realismo en los juegos de PC. Durante este periodo de tiempo, las mejoras introducidas en productos como Radeon R300 de ATI y GeForce 6 Series de NVidia, permitieron a los desarrolladores aumentar la complejidad del motor de videojuego. Los juegos de PC empiezan a tender cada vez más hacia las mejoras gráficas en 3D.
A diferencia de las unánimemente aceptadas mejoras gráficas, el uso del motor físico en juegos fue materia de debate desde su anuncio en 2005 por parte de la PPU PhysX de nVidia, aparentemente competidor de middleware como el motor físico de Havok. Se dieron problemas como la capacidad de asegurar una experiencia consistente para todos los jugadores y la incertidumbre con respecto a las tarjetas PhysX de primera generación en juegos como Tom Clancy's Ghost Recon Advanced Warfighter y City of Villains, que pusieron en entredicho el valor de esta tecnología.
De forma similar, varios editores de juegos empezaron a experimentar con nuevas formas de mercadotecnia. La alternativa líder de estas estrategias es la del videojuego episódico, una adaptación del antiguo concepto de las expansiones, en las que se proporcionan elementos del juego en pequeñas cantidades pero por un precio proporcionalmente inferior. Títulos como Half-Life 2: Episode One se aventajaron a esta idea, con resultados mixtos gracias a la cantidad de contenido proporcionado por el precio que costaba.

## Características de la plataforma

### Fidelidad
En los PC de juegos de alta gama, un PC generalmente podrá ejecutar y procesar más recursos que cualquier otro sistema de juego. Los desarrolladores de juegos aprovechan esto para mejorar la fidelidad visual de sus juegos con respecto a otras plataformas, pero aunque no lo hagan expresamente, los juegos en PC suelen tener mayores beneficios gráficos y resolución tasas de fotogramas por segundo, y suavizado espacial. Un aumento de la distancia de dibujado también es común en los juegos de mundo abierto.
Asimismo, un mejor hardware aumenta la fidelidad potencial de un juego de PC y su simulación. Generalmente, los juegos de PC pueden tener más jugadores o PNJ en una partida que los que se juegan en plataformas equivalentes. Los juegos que, por su diseño, cuentan con cantidad masiva de jugadores en línea (MMO, como Guild Wars 2, World of Warcraft, etc.) suelen requerir plataformas potentes (como Windows o MacOs) para poder jugarse.
El PC también es compatible con una mayor cantidad de periféricos de entrada que utilizar en los juegos. Los más comunes son el ratón, el teclado y los mandos. También contribuyen a la experiencia de juego las pantallas táctiles y otros periféricos disponibles en segundo plano. El teclado, en particular, es clave para proporcionar a los jugadores de videojuegos de PC de disparos en primera persona y de estrategia en tiempo real una gran velocidad y precisión con respecto a los mandos de consola.

### Transparencia
La característica reina de la plataforma de PC es la ausencia de un control centralizado; el resto de plataformas de juego (excepto Android) son propiedad y se administran por un único grupo.
Las ventajas de dicha transparencia son:
Precio de software reducido
Los precios están sujetos a una competencia y gozan de la ausencia de impuestos por parte de los propietarios de las plataformas. Los juegos y servicios son más baratos, cuando no gratis.
Mayor flexibilidad y retrocompatibilidad
Los juegos PC con décadas de antigüedad pueden ser jugados en sistemas modernos, a través de un emulador si fuera necesario. Y por el otro lado, los juegos más modernos se pueden ejecutar en sistemas antiguos reduciendo su configuración gráfica, resolución y escala.
Mayor innovación
No es necesario pedir permiso para lanzar o actualizar un juego de PC, así como modificar uno existente, y el hardware y software de la plataforma están en continua evolución. Estos factores hacen del PC el centro de innovación tanto de hardware como de software. Por comparativa, las plataformas cerradas tienden a ser mucho más monótonas durante su tiempo de vida.
También hay desventajas, como:
Mayor complejidad
Un PC es una herramienta multifunción. Tiene diversas tareas en funcionamiento que dependen de la configuración del propietario y un fallo de configuración puede causar problemas. Los problemas de compatibilidad de hardware también pueden ocasionar problemas. El desarrollo de un videojuego para PC es complicado debido a la variedad de configuraciones de hardware; los desarrolladores pueden estar limitados a la hora de diseñar sus juegos para que se ejecuten en PC con hardware inferior al óptimo y abordar así un mayor espectro de mercado.

#### Modificaciones
La libertad de la plataforma de PC permite a los jugadores editar y modificar sus juegos y distribuir sus resultados por Internet como modificaciones a las que se le llaman «mods». Una comunidad de mods saludable puede aumentar la longevidad del juego y en algunos casos los mods más populares pueden llegar a ser adquiridos por los desarrolladores del juego. Es común que los desarrolladores profesionales lancen herramientas de edición para que se puedan editar sus juegos (en ocasiones incluso con el código fuente) para animar a los usuarios a crear mods, pero si un juego es lo suficientemente popular se pueden llegar a crear mods sin soporte oficial para ello.
Algunos mods pueden competir directamente con contenido descargable oficial, pero en ocasiones su redistribución o capacidad de ampliar la longevidad del juego va en contra de los planes de los desarrolladores para secuelas del mismo. A medida que la tecnología en los videojuegos se vuelve más compleja, también se hace más difícil el distribuir herramientas de desarrollo al público.
El uso de mods tiene una connotación distinta en consolas, donde las restricciones suelen ser mucho más contundentes. Debido a lo poco común que puede ser publicar herramientas de edición en consola, este término suele referirse a alteraciones para eliminar dichas restricciones.

### Software dominante
Por un lado el hardware en PC es algo casi completamente descentralizado, pero por otro, en el software hay dos fuerzas dominantes: el sistema operativo de Microsoft Windows y la plataforma y servicio de distribución de Steam.
Microsoft presentó el sistema operativo llamado Windows el 20 de noviembre de 1985 como un complemento de DOS como respuesta al interés creciente en las interfaces gráficas de usuario (GUI). Microsoft Windows llegó para dominar el mundo del mercado de los PC llegando a un 90 % del mercado, sobrepasando a Mac OS, que se presentó en 1984.
Valve no publica ninguna cifra de ventas en su servicio de Steam, simplemente proporciona datos de la empresa y sus juegos en Steam, los cuales no pueden publicar sin permiso debido a un acuerdo de confidencialidad con Valve.
Sin embargo, Stardock, el antiguo propietario de la plataforma de la competencia, Impulse, estimó que en 2009, Steam tenía un 70 % del mercado de distribución digital de videojuegos. A principios de 2011, Forbes dijo que las ventas de Steam constituían entre un 50 y 70 % de los 4 billones de dólares del mercado de compra digital de juegos de PC, ofreciendo Steam un margen bruto del 70 % a los desarrolladores de juegos, comparado con el 30 % de las ediciones físicas. En 2011, Steam entregó 780 petabytes de información, el doble de la entregada en 2010.

#### Servicios de distribución digital
Los juegos de PC se venden sobre todo en Internet, donde los compradores pueden descargar su compra de forma inmediata y directa en su PC. Esto permite a los pequeños desarrolladores independientes competir contra juegos de grandes empresas y evitar los problemas de velocidad y limitaciones de capacidad de un disco óptico.
Valve publicó la plataforma de Steam para los PC con Windows en 2003 con intención de distribuir videojuegos desarrollados por Valve como Half-Life 2. Con el tiempo se publicaría también para el sistema operativo Mac OS X en 2010 y salió para Linux en 2012. En 2011, ya dominaba un 70 % del mercado de juegos de PC descargables, con una base de usuarios de alrededor de 40 millones de cuentas. Origin, una nueva tienda en línea de Electronic Arts, se publicó en 2011 para competir con Steam y demás plataformas de distribución digital en PC. En el periodo entre 2004 y la actualidad se han generado varias plataformas de distribución para PC, como Amazon Digital Services, GameStop, GFWL, EA Store, Direct2Drive, GOG.com y GamersGate.
Las distribuciones digitales también eliminan los gastos de circulación y almacenamiento, permitiendo su distribución por todo el mundo sin ningún gasto y llegando a todas partes.

## Tecnologías del videojuego de computadora

### Hardware
Las computadoras de videojuegos modernas en ocasiones tienen hardware de alta gama para los videojuegos mas demandantes, con un buen procesador, y unidad de procesamiento gráfico para renderizar videojuegos con gráficos 3D.
Los fabricamentes de procesadores siempre han optado por aumentar la frecuencia de reloj para aumentar el rendimiento de los procesadores, hasta que se inventó el procesador multinúcleo en 2005. Estos procesadores permiten que el equipo procese varias tareas a la vez, llamadas hilos, permitiendo unos gráficos más detallados, inteligencia artificial y físicas en el juego.
La mayoría de computadoras personales cuentan con periféricos como teclado y ratón, otros periféricos de videojuegos comunes son auriculares para comunicarse en los videojuegos en línea, mandos para videojuegos, palancas de mando para simuladores de vuelo, o volantes para automovilismo virtual.

### Software
El videojuego de computadora requiere de software de terceros como un sistema operativo, controladores del dispositivo, bibliotecas y demás para ejecutarse. Hoy en día, la mayoría de los videojuegos de computadora están diseñados para funcionar en Windows, por lo que otros sistemas operativos como Linux suelen requerir de capas de compatibilidad como Proton.
Mientras que los videojuegos en su inicio solían comunicarse directamente con el hardware, hoy en día lo más común es el uso de APIs como Vulkan, OpenGL, o DirectX.

### Multijugador

#### Jugar en red local
El multijugador antiguamente estaba limitado a la creación de una Red de área local (LAN) antes de que se pudiera tener una conexión a Internet estable y con un buen ancho de banda para que la latencia fuese baja, cosa que era imposible con las conexión a través del teléfono fijo de la época.
Una partida en red LAN generalmente necesita 2 o más equipos, un rúter y una cantidad de cables suficiente como para conectar cada equipo a la red del rúter. Además, cada equipo debe tener una unidad del juego al que se va a jugar. Como opción, en una partida LAN también se puede excluir toda conexión externa de Internet.

#### Juegos en línea
Los videojuegos en línea han conseguido popularidad con el paso del tiempo gracias a la adopción de banda ancha por parte de los clientes. Una buena conexión a Internet con ancho de banda permite que un gran número de jugadores jueguen juntos, originando el videojuego de rol multijugador masivo en línea (MMORPG), con juegos como Tanarus y World War II Online: Battleground Europe.
Sin embargo es posible jugar a través de Internet mediante un módem con la red del teléfono fijo, pero se considera necesaria la conexión de Internet con ancho de banda con el fin de reducir la latencia o el «lag» entre los jugadores. Los juegos en línea requieren un entorno virtual, lo que generalmente se llama «servidor de juego». Estos servidores virtuales interconectan a los jugadores, permitiendo realizar acciones en tiempo real. Actualmente hay más de 510 000 servidores de juego alojados en la zona de Norteamérica únicamente.

### Emulación
El software de emulación, usado para ejecutar software sin el hardware original, es popular por dar la posibilidad de reproducir videojuegos clásicos sin la plataforma para la que se diseñaron. Entre los emuladores de sistemas operativos se encuentra DOSBox, un emulador de DOS que permite ejecutar y jugar a juegos desarrollados originalmente para este sistema operativo, que no son compatibles con los sistemas operativos de hoy en día. Es común ver emuladores de consolas antiguas como Nestopia y MAME, sin embargo, debido a la complejidad de las consolas modernas es más complicado emular juegos de Xbox o PlayStation. Las consolas más avanzadas técnicamente que se pueden emular sin ningún tipo de problema con juegos comerciales en PC se considera que son la PlayStation 2 con PCSX2 y la Nintendo Wii U con el emulador Cemu. Existe un emulador de PlayStation 3 llamado RPCS3 que está en desarrollo, sin embargo [¿cuándo?] actualmente solo puede ejecutar juegos homebrew y algunos títulos arcade antiguos que se portaron a PS3 desde plataformas anteriores.
La mayoría de software de emulación es una imitación de la arquitectura del hardware, en ocasiones a un nivel de precisión extremo.

## Museos de juegos de PC
Hay varios museos del videojuego enfocados a consolas y PC en todo el mundo. En 2011 se abrió uno en Berlín, un museo del juego de PC documenta la historia de los juegos de comptuadora desde la década de los 70 hasta la actualidad. El Museum of Art and Digital Entertainment, en Oakland, California también exhibe los juegos de PC de forma general. El Museo del Videojuego en Rome está dedicado a la conservación de los videojuegos e incluye juegos Pss en su colección. El Museo Histórico de Ordenadores en Mountain View, California recoge una colección de juegos de PC y permite a los visitantes jugar a Spacewar!, el primer juego de PC, en un DEC PDP-1 original restaurado. En el año 2022 abrió sus puertas el OXO - Museo del Videojuego en Málaga, España que consta de tres plantas y máquinas a las que puedes jugar desde muebles arcade como Donkey Kong hasta incluso la Magnavox Oddyssey entre otros también tenemos acceso a varios ordenadores clásicos y juegos de PC.